# Oratorio del Santissimo Sacramento e Santa Caterina da Siena
L'oratorio del Santissimo Sacramento e Santa Caterina da Siena era un oratorio che si trovava all'altezza dei numeri civici 10 e 11 della via della Lupa, nel rione Campo Marzio di Roma. Era dedicato al santissimo Sacramento e a santa Caterina da Siena.

## Storia
Intorno al 1740, nella chiesa di San Nicola dei Prefetti venne fondata la Compagnia della Madonna Santissima del Rosario e delle Sagre Stimmate di Santa Caterina da Siena. Pochi anni dopo, alla confraternita fu concesso di costruire un oratorio nei pressi della chiesa, che venne consacrato nel 1743.
Quest'oratorio, che compare nella mappa di Giovanni Battista Nolli del 1748, era amministrato dai domenicani della basilica di Santa Sabina, il che spiega la dedica a una santa domenicana. Si trovava non molto lontano dalla chiesa dei Santi Cecilia e Biagio. In seguito, in una data incerta, l'oratorio venne demolito e sostituito da un edificio residenziale.
Secondo la mappa, questo piccolo oratorio era rettangolare ed era diviso quasi a metà da un arco, che separava la navata dal presbiterio.